# Riccardo Bauer
Pour les articles homonymes, voir Bauer.
Richard Bauer (Milan, 6 janvier 1896 – Milan, 15 octobre 1982) était un historien, un homme politique et un antifasciste italien.

## Biographie
Diplômé en sciences économiques, Riccardo Bauer prend part comme volontaire à la Première Guerre mondiale. Il est d'abord secrétaire, puis directeur du Musée social de la Société humanitaire de Milan, charge qui lui est ôtée par les Fascistes en 1924.
Collaborateur de La Rivoluzione liberale de Piero Gobetti et fondateur, avec Ferruccio Parri et d'autres, de l'hebdomadaire Il Caffè, il est arrêté à plusieurs reprises et, en 1927, assigné à résidence à Ustica et Lipari.
Libéré en 1928, il reprend son activité clandestine et, avec Ernesto Rossi et d'autres, il fonde le Mouvement Giustizia e Libertà. Après d'autres arrestations il est finalement condamné en 1931 à vingt ans de réclusion. Libéré après le 8 septembre 1943, il participe à une réunion clandestine du Partito d'Azione (le Parti d'action).
Il fonde en 1944 et dirige jusqu'en 1946 la revue Realtà Politica (Réalité politique), comme dirigeant et chef de la direction militaire du Parti d'Action, il est l'un des principaux organisateurs de la résistance à Rome.
Après la Libération, il milite au Parti d'action et, après la dissolution du parti, il revient à la Société humanitaire dont il est d'abord vice-président puis président. Après 1969, il préside la Ligue italienne des droits de l'homme, la Société pour la Paix et la Justice internationale, le Comité italien pour l'universalité de l'UNESCO.
Dans les années 1950 et 60, il a fait partie plusieurs fois du conseil d'administration de la Triennale de Milan. Après sa mort a été créée une fondation qui porte son nom. À Milan, sur la maison du 4 de la piazzale Cadorna où il vivait, une plaque de marbre rappelle son souvenir.

## Œuvres
Parmi ses œuvres principales :
- Il senso della libertà. Temi e problemi della maturazione democratica, Manduria, Lacaita, 1967.
- Il movimento pacifista e i lavoratori, Milano, Arti grafiche milanesi, 1972.
- Per una vera pace. L'arbitrato internazionale obbligatorio, Milano, Società per la pace e la giustizia internazionale - Fondazione Ernesto Teodoro Moneta, 1975.
- Il dramma dei giovani, Milano, Pan, 1977.
- Breviario della democrazia, Milano, Pan, 1978.
- Le radici della democrazia. Scritti (1945-1946), Florence, Le Monnier, 1983.
- Quello che ho fatto. Trent'anni di lotte e di ricordi, Bari, Laterza, 1987.
- La guerra non ha futuro. Saggi di educazione alla pace, Milan, Linea d'ombra, 1994.  (ISBN 88-09-00949-5).
- Un progetto di democrazia, Bologne, Il Mulino, 1996.  (ISBN 88-15-05286-0).

## Crédit d'auteurs
- (it) Cet article est partiellement ou en totalité issu de l’article de Wikipédia en italien intitulé « Riccardo Bauer » (voir la liste des auteurs).